# MacBook Air
De MacBook Air is een laptopmodel van Apple. De MacBook Air is ten opzichte van de MacBook (niet meer in productie) dun, en licht van gewicht. De laptop heeft een aluminium behuizing.

## Modellen

### Eerste generatie (2008-2009)

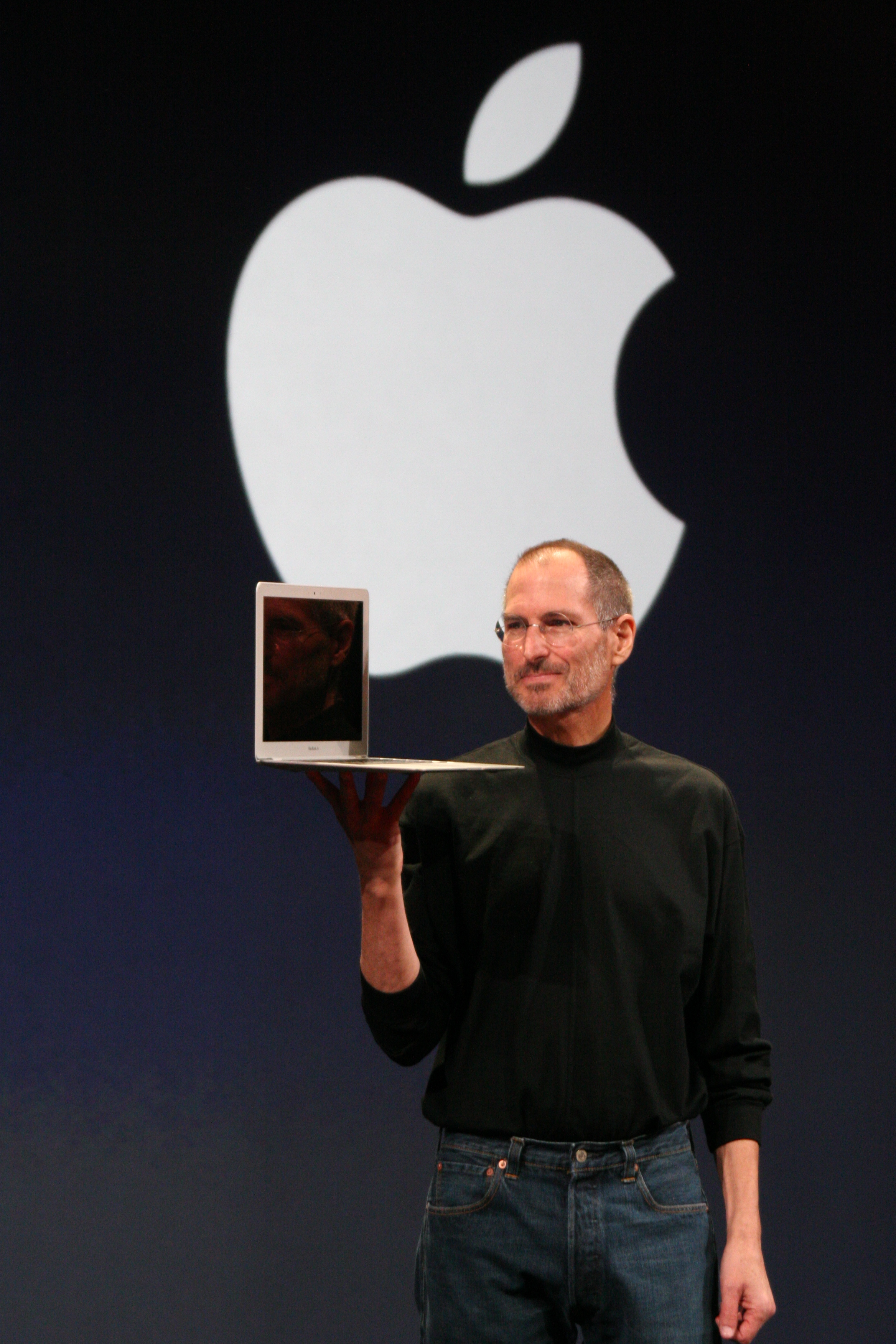
Steve Jobs met een MacBook Air in 2008.

Apple introduceerde de MacBook Air op de Macworld-conferentie in San Francisco tijdens een presentatie van toenmalig CEO Steve Jobs op 15 januari 2008. De onthulling was opmerkelijk, omdat Jobs de laptop uit een reguliere postenvelop haalde.
De eerste generatie MacBook Air was alleen verkrijgbaar met een 13.3-inch (33,8 cm) scherm, en werd door Apple beschreven als "de dunste notebook ter wereld".
Later in 2008 kreeg de MacBook een snellere processor en een geïntegreerde NVIDIA GeForce grafische kaart. De capaciteit van de harde schijf werd groter en de aansluiting voor micro-DVI werd vervangen door Mini DisplayPort. Een jaar later, in 2009, kreeg de MacBook Air opnieuw een snellere processor, en werd de batterij vervangen door één met een hogere capaciteit.

### Wigvorm (2010-2017)
Op 20 oktober 2010 presenteerde Steve Jobs een vernieuwde versie van het 13-inchmodel van de MacBook Air. Deze vernieuwde versie werd net als de gewone MacBook Pro voorzien van een unibody in aluminium, hogere schermresolutie, krachtigere processors en grafische mogelijkheden, een SD-kaartlezer (alleen bij 13"), een betere accu en flashgeheugen (SSD) als standaard in plaats van de klassieke harde schijf. Daarnaast werd ook een 11-inchmodel (28 cm) voorgesteld, dat door zijn grootte en lage gewicht aansluiting vindt bij de netbooks. Deze uitvoering is veel dunner, 1,7 cm op zijn hoogste punt en 0,3 cm op zijn laagste punt.
Op 20 juli 2011 verscheen een geüpdatete versie van de Macbook Air samen met OS X Lion in de Apple Online en Retail stores. Het ontwerp is tegenover de eerdere versie exact hetzelfde gebleven. De grootste vernieuwing in de derde versie is het gebruik van Intel Sandy Bridge processors. Hierdoor is de Macbook Air tot 2,5x sneller dan zijn voorganger. Net zoals bij de eerste generatie Macbook Air beschikt deze versie over een verlicht toetsenbord, wat typen in omgevingen met zeer weinig licht mogelijk maakt. Ook heeft deze MacBook Air een Thunderbolt-interface. Via deze interface kan een extern beeldscherm aangesloten worden en is snelle gegevensoverdracht mogelijk.
In juni 2012 werd een vernieuwde MacBook Air gepresenteerd door Tim Cook en Phil Schiller. Het ontwerp is gelijk gebleven aan de tweede en derde versie. De vernieuwingen ten opzichte van de derde versie zijn: Intel Ivy Bridge processors, 4-8 GB 1600 MHz geheugen, leessnelheid van het flashgeheugen tot 450 MB/s, Intel HD Graphics 4000, 720p FaceTime HD-camera, twee USB 3.0-poorten en een MagSafe 2-voedingspoort.
De MacBook Air werd wederom vernieuwd in de zomer van 2013, begin 2014, begin 2015 en in 2017. Verbeteringen werden onder meer aangebracht aan de processors, opslagruimte en snelheid, en het beeldscherm.
Op 27 oktober 2016 is bij de bekendmaking van de nieuwe MacBook Pro, de verkoop van de 11-inch MacBook Air beëindigd. Vanwege het feit dat de MacBook (Retina) en MacBook Pro in die tijd dunner zijn geworden, is het unieke van de MacBook Air vrijwel komen te vervallen.

### Retinascherm (2018-2019)
In 2018 introduceerde Apple een nieuwe Macbook Air met een Retinascherm en vernieuwd ontwerp. De laptop kreeg Amber Lake-processors, en een combinatie van USB-C met Thunderbolt 3-poorten. De laptop werd dunner naar 15,6 mm en het gewicht verminderd naar 1,25 kg. De MacBook Air was verkrijgbaar in zilver, spacegrijs en goudkleur.
In juli 2019 kwamen updates in de vorm van een True Tone-scherm en een vlindertoetsenbord. Na een test bleek het flashgeheugen ongeveer een derde trager te lezen dan het vorige model.
In maart 2020 kwamen wederom updates naar de Air. De laptop kreeg Intel Core i3, i5 en i7-processors, verbeterde graphics, en ondersteuning voor 6K videouitvoer. Het vlindertoetsenbord werd na hevige kritiek weer vervangen door een schaarmechanisme.

### Apple Silicon (2020-heden)
In november 2020 kondigde Apple een MacBook Air met M1-chip aan, evenals een Mac mini en MacBook Pro met M-chips, als begin van de overstap naar Apple-processors. De ingebouwde ventilator voor koeling werd geschrapt. De Air kreeg verder ondersteuning voor Wi-Fi 6, USB 4 en Thunderbolt 3. In recensies werd het model geprezen om zijn snelheid en lange batterijduur.
In juni 2022 werd de MacBook Air met M2-chip aangekondigd. De Air kreeg tevens een nieuw ontwerp, die niet langer meer schuin afloopt naar de voorkant (wigvorm), en een MagSafe-connector werd na veel verzoek weer toegevoegd. In 2023 kwam een model met groter scherm (38 cm) op de markt. De MacBook Air is verkrijgbaar in de kleuren zilver, spacegrijs, sterrenlicht (champagnekleur) en middernacht (zwartblauw).

## Ontwerp

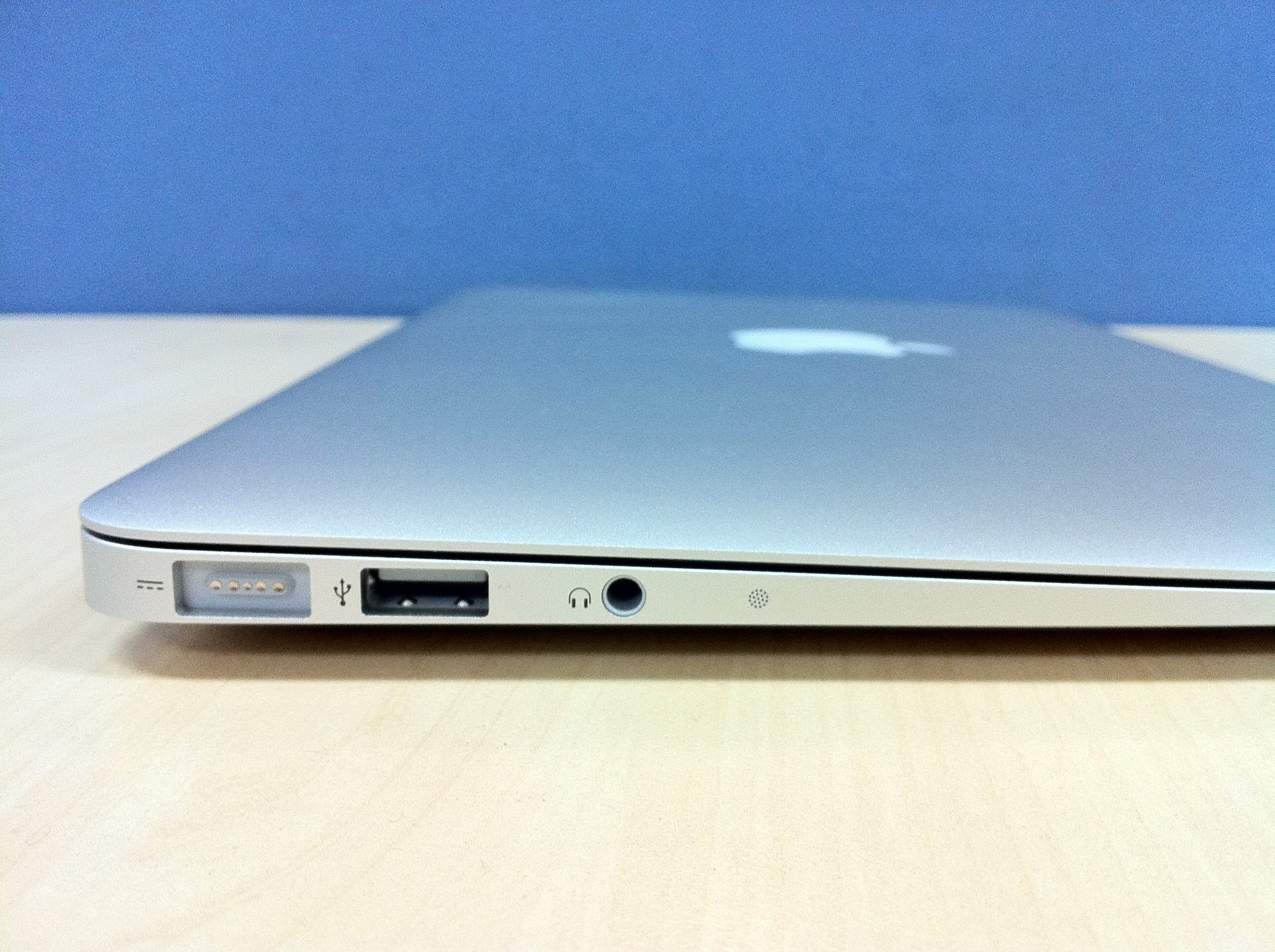
De zijkant van een MacBook Air. Van links naar rechts: MagSafe 2, USB, hoofdtelefoon-aansluiting en ingebouwde microfoon.

De MacBook Air heeft een glanzend scherm met led-achtergrondverlichting. Daarnaast heeft de laptop een groot trackpad dat reageert op Multi-Touch-bewegingen zoals knijpen, vegen en draaien. Sinds Mac OS X 10.6 biedt het trackpad ook ondersteuning voor handgeschreven Chinese karakters.
Een 11-inch MacBook Air heeft aan de linkerkant een MagSafe-voedingsverbinding, een USB-poort, een hoofdtelefoon-aansluiting en een microfoon. Aan de rechterkant is een USB-poort en een Mini DisplayPort aanwezig. Sinds 2011 is de Mini DisplayPort vervangen door Thunderbolt, de poort kan nog wel voor hetzelfde doeleinde worden gebruikt. Bovenaan het scherm is een FaceTime-camera (eerder iSight) aanwezig. Een Ethernet-aansluiting voor bedraad internet is niet beschikbaar. Een ThunderBolt- of USB-adapter hiervoor is te koop bij Apple.
De MacBook Air was de eerste compacte laptop van Apple sinds de 12-inch PowerBook G4. Ook was het de eerste computer met een optionele SSD van Apple. Deze had een capaciteit van 64 GB. Op 14 oktober 2008 zijn daar een SSD van 128 GB en een harde schijf van 120 GB bij gekomen. Sinds de derde generatie is alleen nog een SSD aanwezig. Gebruikers kunnen kiezen uit 64 of 128 GB bij het 11-inch model, en uit 128 of 256 GB bij het 13-inch model.
De onderdelen in de MacBook Air zijn niet te verwisselen. Het flashgeheugen en de batterij zitten binnenin de behuizing, het RAM-geheugen zit vastgesoldeerd op het moederbord. De batterij kan worden vervangen met een gewone schroevendraaier, maar het is niet bekend of de eigenaar hierna nog recht op garantie heeft. Buiten de garantie kan Apple zelf deze vervangen voor een betaling.
De MacBook Air heeft geen optische schijfeenheid. Gebruikers kunnen kiezen voor een afzonderlijk verkrijgbare externe optische schijfeenheid, de Apple SuperDrive. Als alternatief is het ook mogelijk om met Remote Disc verbinding te maken met de optische schijf-eenheid van een andere computer met het programma Remote Disc geïnstalleerd. Windows installeren of het afspelen en rippen van dvd's of cd's is niet mogelijk via deze manier. Bij recente modellen wordt een USB-stick met het besturingssysteem bijgeleverd. Hierdoor is een installatie op afstand niet nodig.
De tweede generatie bevat twee speakers voor stereogeluid, eerdere modellen hadden maar één speaker. De vierde generatie heeft een FaceTime HD-camera met een resolutie van 1280 bij 720 pixels, de vorige iSight-camera had een resolutie van 640 bij 480 pixels.

## Galerij
Foto's van de tweede generatie MacBook Air (wigvorm).

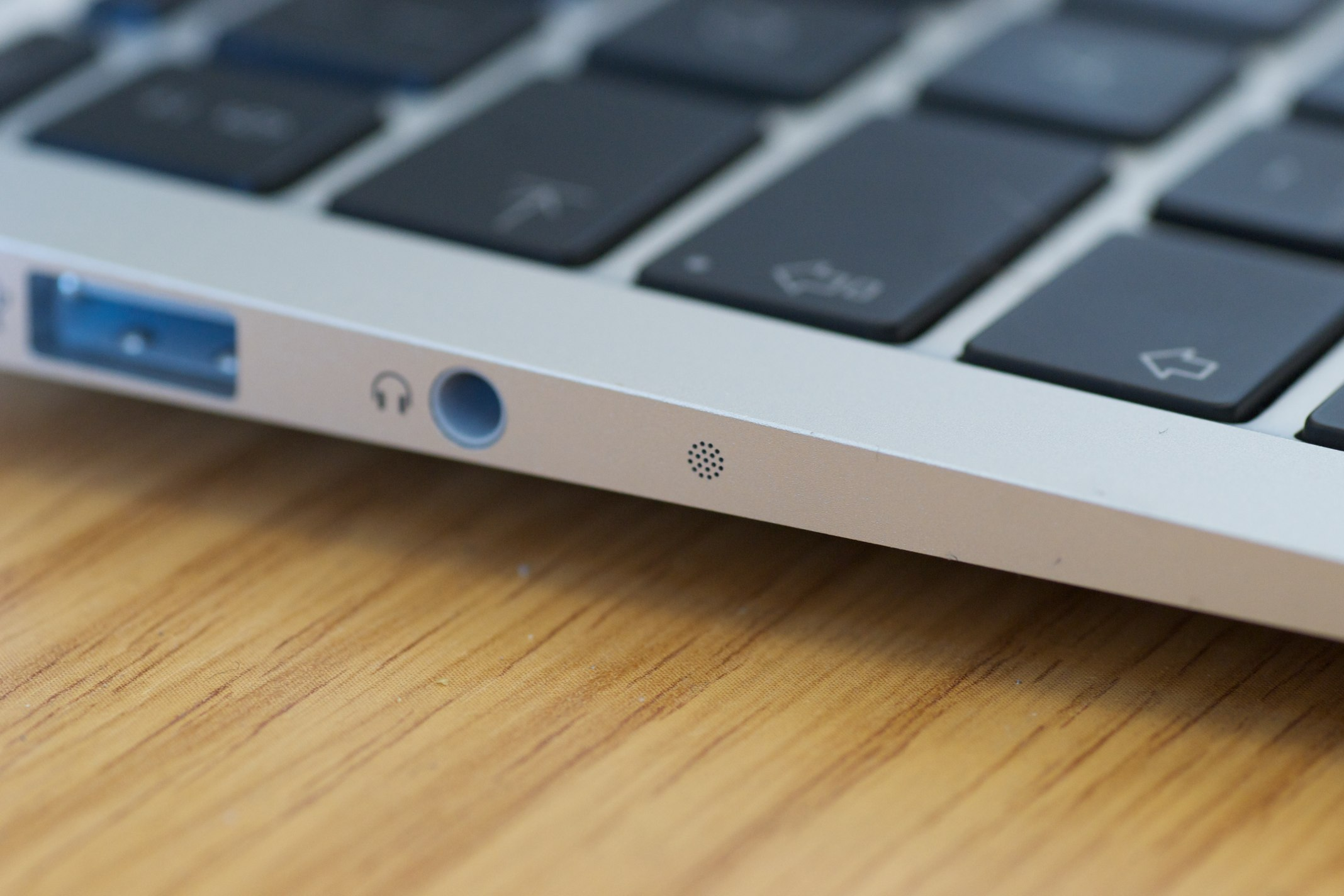
Linker-zijkant
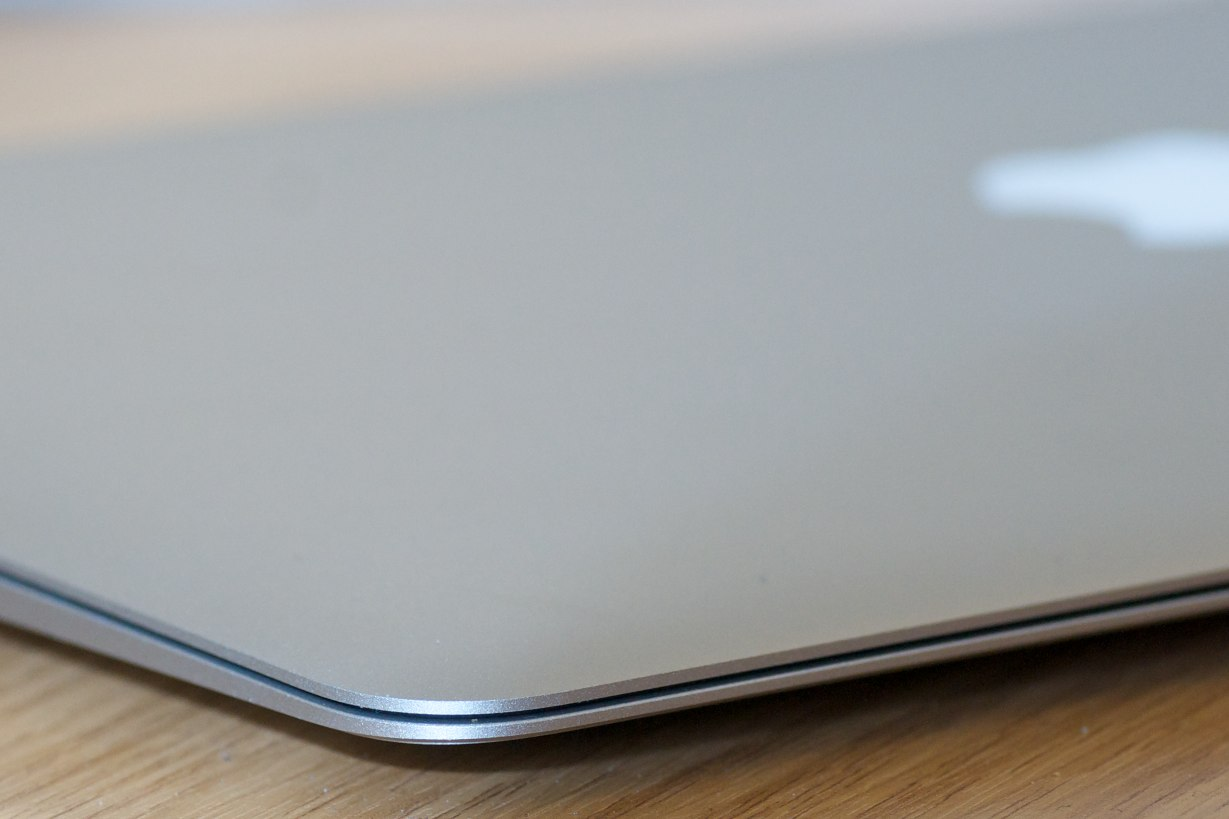
Dichtgeklapt
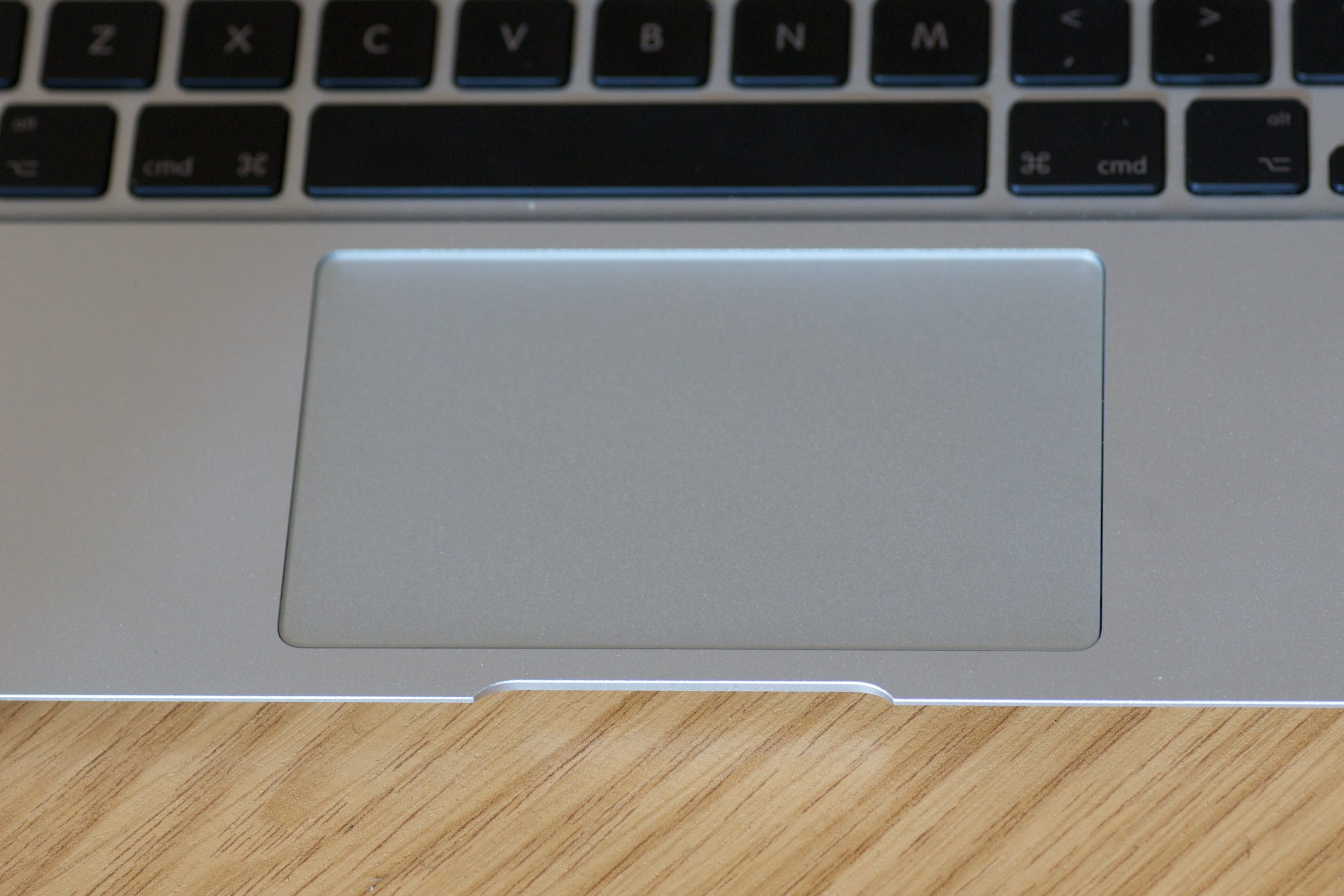
Trackpad
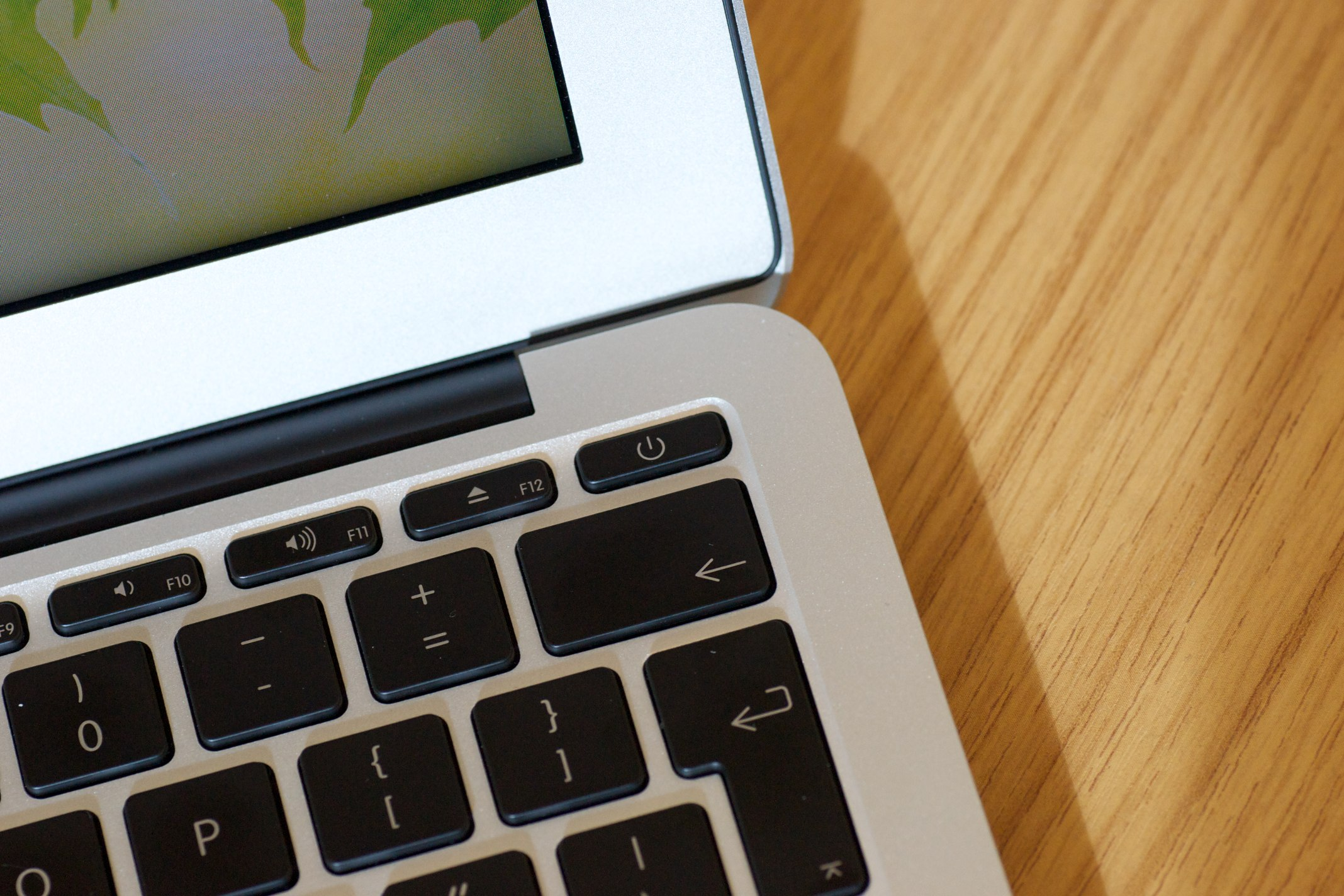
Toetsenbord
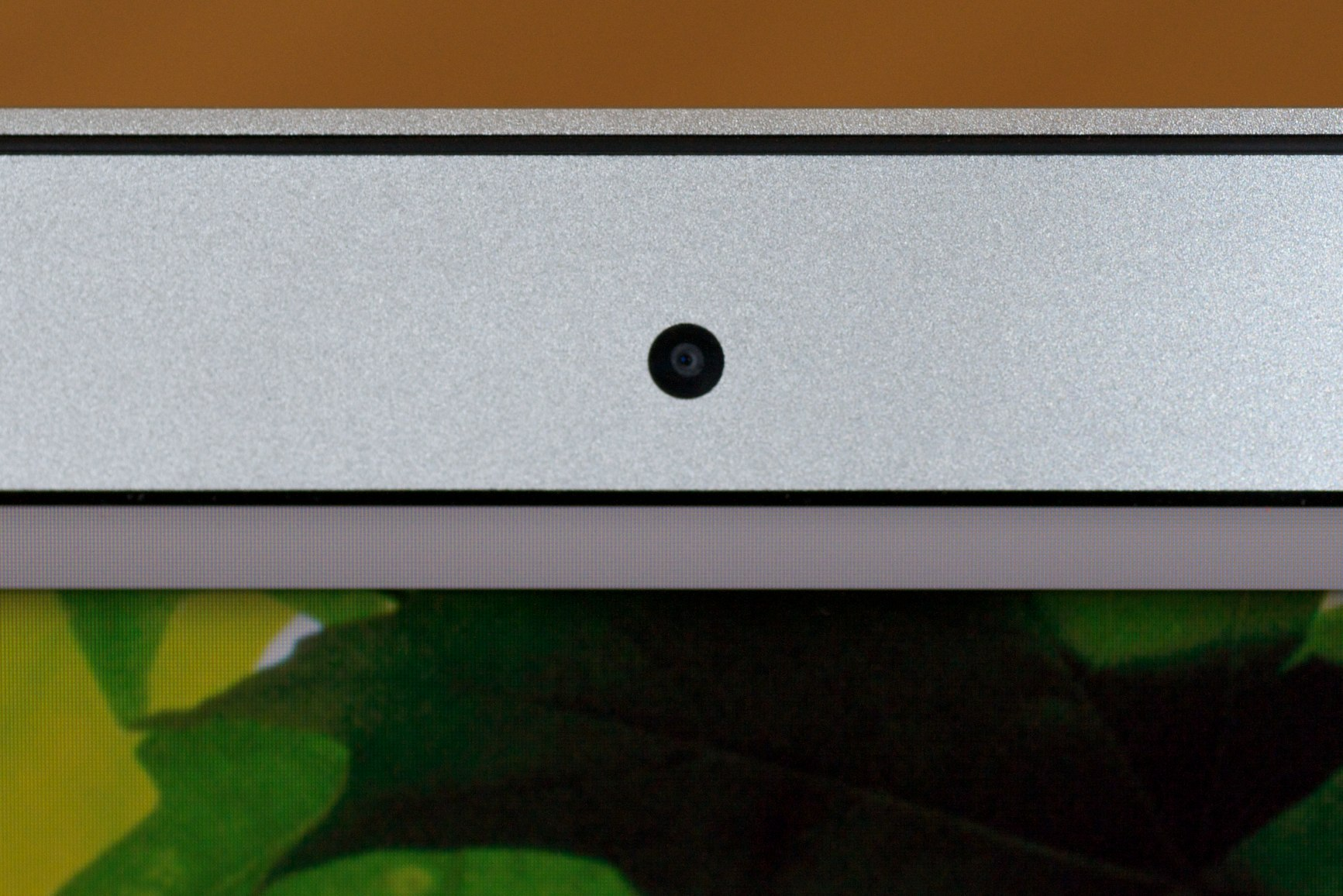
FaceTime-camera